# Stephanothelys
Stephanothelys es un género de orquídeas perteneciente a la subfamilia Orchidoideae. Se encuentra en el sudoeste de Sudamérica.

## Especies deStephanothelys
A continuación se brinda un listado de las especies del género Stephanothelys aceptadas hasta mayo de 2011, ordenadas alfabéticamente. Para cada una se indica el nombre binomial seguido del autor, abreviado según las convenciones y usos y la publicación válida.
1. Stephanothelys colombiana Garay, Bradea 2: 199 (1977).
2. Stephanothelys rariflora Garay, Bradea 2: 200 (1977).
3. Stephanothelys siberiana Ormerod, Harvard Pap. Bot. 9: 422 (2005).
4. Stephanothelys roria Garay, Bradea 2: 200 (1977).
5. Stephanothelys xystophylloides (Garay) Garay, Bradea 2: 200 (1977).